# 黑河石鮰
黑河石鮰為輻鰭魚綱鯰形目北美鯰科的其中一種，分布於北美洲美國阿肯色州及密蘇里州的黑河流域，體長可達8.1公分，棲息在水質清澈、流動礫石底質的溪流、水塘。

## 擴展閱讀
維基物種上的相關：黑河石鮰